# Glaucosoma
Famille
Genre
Les Glaucosomatidae sont une famille de poissons marins de l'ordre des Perciformes représentée par le seul genre Glaucosoma et quatre espèces.

## Liste des espèces
- Glaucosoma buergeri Richardson, 1845
- Glaucosoma hebraicum 	Richardson, 1845
- Glaucosoma magnificum (Ogilby, 1915)
- Glaucosoma scapulare Ramsay, 1881